# Sphigmothorax rondoni
Sphigmothorax rondoni är en skalbaggsart som först beskrevs av Stefan von Breuning 1965.  Sphigmothorax rondoni ingår i släktet Sphigmothorax och familjen långhorningar.
Artens utbredningsområde är Laos. Inga underarter finns listade i Catalogue of Life.